# Scaphiophryne calcarata
Scaphiophryne calcarata, Moquard's Burrowing Frog, là một loài ếch ở Microhylidae. Chúng là loài đặc hữu của Madagascar.
Các môi trường sống tự nhiên của chúng là các khu rừng khô nhiệt đới hoặc cận nhiệt đới, xavan khô, xavan ẩm, vùng đất có cây bụi nhiệt đới hoặc cận nhiệt đới, đồng cỏ khô nhiệt đới hoặc cận nhiệt đới vùng đất thấp, đầm nước ngọt có nước theo mùa, đất canh tác, và các vùng đô thị.